# Bazincourt-sur-Epte
Bazincourt-sur-Epte település Franciaországban, Eure megyében. Lakosainak száma 780 fő (2022. január 1.). Bazincourt-sur-Epte Gisors, Amécourt, Hébécourt, Éragny-sur-Epte, Sérifontaine és Saint-Denis-le-Ferment községekkel határos.

## Népesség
A település népességének változása:
| Lakosok száma | 310  | 354  | 496  | 626  | 749  | 757  | 757  | 772  | 783  | 780  |
|               | 1968 | 1982 | 1990 | 2006 | 2013 | 2015 | 2017 | 2019 | 2020 | 2022 |